# Col Wind River
Pour les articles homonymes, voir Wind River.
 (octobre 2019).
Le col Wind River, en anglais Wind River Pass, est un col routier des montagnes Rocheuses situé dans le comté de Larimer, au Colorado, à une altitude de 2 783 m. Il est traversé par la Colorado State Highway 7.